# 신송이
신송이(1985년 10월 6일 ~ )는 대한민국의 성우이다.

## 주요 출연작품

### 애니메이션 영화
- 명탐정 코난 (15기) (투니버스) - 우민신
- 부도리의 꿈 : 구스코 부도리 전기 - 네리
- 붓다 : 싯다르타 왕자의 모험 - 싯다르타

### 외화

#### 영화
- 포인트 블랭크 (KBS) - 레아(마리 캐서린 소이어) / 간호사(줄리 모유엠마)
- 아이언 맨 2 (KBS) - 연방 보안관(케이트 마라) / 브르넷
- 나니아 연대기 3 - 루시 페벤시(조지 헨리)
- 우리도 사랑일까 (KBS) - 아이린(다이앤 플랙스)
- 미스 에이전트 (KBS) - 레즐리(웬디 라퀠 로빈슨)
- 오만과 편견 (KBS) - 키티 베넷(캐리 멀리건)
- 굿모닝 맨하탄 (KBS) - 라다(프리야 아난드)

#### 드라마
- 닥터후 (KBS) - 켈리(시즌 6), 펠리시티(앨리스 호킨,시즌 10)
- 리벤지 (KBS) - 샬롯 그레이슨 (크리스타 B. 앨런)

### 방송
- 부부클리닉 사랑과 전쟁 (KBS 2TV)
- 고양이를 부탁해 (EBS 1TV)

### 라디오 드라마
소설극장 (KBS 3라디오)
- 2009.01.23 ~ 2009.10.01 이병주 <지리산> ('안소녀' / 하녀 / 여관 하녀 / 기생 / 여학생)
- 2009.10.02 ~ 2009.11.29 신경숙 <리진> (잔느)

라디오 극장 (KBS 한민족 방송)
- 2009.01.01 ~ 2009.01.31 리지명 <삶은 어디에> (여1)
- 2009.02.01 ~ 2009.02.28 김주영 <아라리 난장> (아줌마 / 은실)
- 2009.05.01 ~ 2009.05.31 신경숙 <엄마를 부탁해> (동수 모)
- 2009.06.01 ~ 2009.06.30 송은일 <사랑을 묻다> (여자 / 아이)
- 2009.07.01 ~ 2009.07.31 심  훈 <상록수> (주민1 / 아낙)
- 2009.08.01 ~ 2009.08.31 이상민 <빨간 자전거> (학생2)
- 2009.09.01 ~ 2009.09.30 강인수 <어부의 노래> (다방 아가씨 / 아낙)
- 2009.10.01 ~ 2009.10.31 현진건 <무영탑> (구경꾼3)
- 2009.11.01 ~ 2009.11.30 윤지강 <난설헌, 나는 시인이다> (기생 / 여종3 / 여종 / 기생2)
- 2009.12.01 ~ 2009.12.31 김정현 <고향 사진관> (여주인 / 민주)
- 2010.02.01 ~ 2010.02.28 박범신 <풀입에서 눕다> (말희)
- 2010.03.01 ~ 2010.03.31 이덕일 <이회영과 젊은 그들> (이규숙)
- 2010.07.01 ~ 2010.07.31 권비영 <덕혜옹주>  (여학생1 / 나인1 / 미요(21,22) / 아이)
- 2010.08.01 ~ 2010.08.31 김성종 <최후의 증인> (여경 / 아가씨)
- 2010.11.01 ~ 2010.11.30 양귀자 <원미동 사람들> (여종업원 / 유치원 교사 / 경자 / 시내 엄마)
- 2010.12.01 ~ 2010.12.31 권지예 <4월의 물고기> (예원 / 유정 친구)
- 2011.01.01 ~ 2011.01.31 권현숙 <에어홀릭> (한가온)
- 2013.12.01 ~ 2012.12.31 조완선 <천년을 훔치다> (하야코)
- 2015.10.01 ~ 2015.10.31 박수정 <프로젝트 S> (선미)
- 2016.02.01 ~ 2016.02.29 도진기 <가족의 탄생> (해미)
- 2016.08.01 ~ 2016.08.31 김종일 <몸> (에피소드2 입 : 민지아)
- 2016.09.01 ~ 2016.09.30 이혜린 <열정같은 소리 하고 있네> (라희)

라디오 독서실 (KBS 2라디오)
- 2012.01.22 안숙경 <삼각조르기> (미스김)
- 2012.05.06 정이현 <소녀시대> (나 / 해설)
- 2013.01.27 임은정 <기막힌 동거> (아영)
- 2013.08.04 홍성호 <B사감 하늘을 날다> (나 / 해설)
- 2014.11.23 박솔뫼 <그럼 무얼 부르지> (해나)

KBS 무대 (KBS 한민족 방송)
- 2015.08.22 <세상은 요지경> (지수)
- 2016.04.23 <삼 개월>(도마리)
- 2016.11.26 <별이 빛나는 밤에> (지우)